# Gladiator (romanzo)
Gladiator è un romanzo di fantascienza scritto da Philip Wylie e pubblicato per la prima volta nel 1930.
La storia narra di uno scienziato che crea un super-siero per migliorare l'umanità fornendogli la forza proporzionata di una formica e la capacità di salto di una cavalletta. Egli inietta a sua moglie incinta il siero e suo figlio, Hugo Danner, nasce con una forza ed una velocità superumane ed una pelle a prova di proiettile. Hugo passa la maggior parte del romanzo nascondendo i suoi poteri, avendo raramente l'occasione di usarli apertamente.
Il romanzo è considerato un'ispirazione per il personaggio di Superman.

## Adattamenti

### Film
Il romanzo diventò un film nel 1938 (distribuito solo due mesi dopo la prima apparizione di Superman nelle edicole), sebbene la storia venne radicalmente cambiata in una commedia, con protagonista Joe E. Brown.

### Fumetto
La storia venne adattata per la Marvel Comics e comparve in Marvel Preview n.9 (pubblicata nell'inverno del 1976) da Roy Thomas e Tony DeZuniga. Il fumetto si concede alcune libertà, ma segue per la maggior parte la storia originale. Mentre l'etichetta pubblicitaria recitante la scritta “from the blockbusting novel “Gladiator” by Philip Wylie” (dal romanzo di successo "Gladiator" di Philip Wylie) apparve sulla copertina dei numeri, il sottotitolo fu (sotto la scritta “Marvel Previews Presents”) “Man God”. Stranamente, venne adattata solamente la prima parte del romanzo e non si sa se fosse programmato un proseguimento. Lo scrittore Roy Thomas creò in seguito un personaggio di nome Arn "Iron" Munro nel fumetto della DC Comics Young All-Stars, che era il figlio di Hugo. Nella storia, che narrava la nascita di Arn, viene mostrato che Hugo ha finto la sua morte in Sudamerica ed è in seguito ritornato in Colorado per accudire suo figlio.
Più recentemente il romanzo è stato adattato in un fumetto di quattro numeri dello scrittore Howard Chaykin con disegni di Russ Heath. La serie venne pubblicata dalla WildStorm, un'etichetta ella DC Comics nel 2005. La storia venne rinominata “Legend” (probabilmente a causa dell'abuso del titolo “Gladiator” nei vari media nel corso degli ultimi 75 anni), sebbene le copertine dei primi due numeri abbiano una grande fascetta pubblicitaria che diceva “Inspired by Philip Wylie's Gladiator” ("Ispirato da Gladiator di Philip Wylie"). L'ambientazione della storia venne spostata in avanti alla seconda metà del diciannovesimo secolo, ed il Vietnam prese il posto della prima guerra mondiale, ma la storia rimase, per la maggior parte, inalterata.